# Epidemiologia da depressão

As taxas de transtornos depressivos unipolares padronizados por idade ajustados por incapacidade (EVCI) e por país (por cada 100.000 habitantes) em 2004.

A epidemiologia da depressão tem sido estudada em todo o mundo. A depressão é uma das principais causas de morbidade em todo o mundo, conforme demonstrado pela epidemiologia. As estimativas de prevalência ao longo da vida variam amplamente, de 3% no Japão a 17% nos Estados Unidos. Os dados epidemiológicos mostram taxas mais altas de depressão no Médio Oriente, Norte da África, Sul da Ásia e América do que noutros países. Entre os 10 países estudados, o número de pessoas que sofreriam de depressão durante a sua vida entre os 8 e os 12% na maioria deles.
Na América do Norte, a probabilidade de ter um episódio depressivo maior em qualquer período de um ano é de 3 a 5% para homens e 8 a 10% para mulheres.

## Dinâmicas Demográficas
Estudos populacionais têm mostrado consistentemente que a depressão maior é cerca de duas vezes mais comum em mulheres do que em homens, embora ainda não esteja claro o porquê disso ocorrer. O aumento relativo na ocorrência está relacionada ao desenvolvimento puberal e não à idade cronológica, atingindo as proporções adultas entre as idades dos 15 e 18 anos e parece estar mais associada a fatores psicossociais do que hormonais.
As pessoas com maior probabilidade de sofrer o seu primeiro episódio depressivo estão entre os seus 30 e 40 anos, e há um segundo pico menor de incidência entre os 50 e 60 anos. O risco de depressão maior aumenta caso existam condições neurológicas associadas, como acidente vascular cerebral, doença de Parkinson ou esclerose múltipla e durante o primeiro ano após o parto. O risco de depressão maior também tem sido relacionado a stressores ambientais enfrentados por grupos populacionais, como militares ou médicos em treinamento.
Também é mais comum após doenças cardiovasculares e está associada a um pior prognóstico. Estudos conflitam sobre a prevalência da depressão em idosos, mas a maioria dos dados sugere que haja uma redução nesta faixa etária. Os transtornos depressivos são mais comuns na população urbana do que na rural e, em geral, a prevalência é maior em grupos com fatores socioeconómicos adversos (por exemplo, em moradores de rua).
Os dados sobre a prevalência relativa da depressão maior entre diferentes grupos étnicos não chegaram a um consenso claro. No entanto, o único estudo conhecido que cobriu a distimia descobriu que ela é mais comum em afro-americanos e mexicanos do que em europeus.
Projeções indicam que a depressão pode ser a segunda causa mais comum de morte a seguir às doenças cardíacas em 2020.
Em 2016, um estudo encontrou uma associação entre a contracepção hormonal e a depressão.

## Por país
As taxas de anos de vida ajustadas por deficiência (EVCI) padronizadas por idade por cada 10.000 habitantes em 2004.
| Posição | País                            | Taxa de EVCI |
| ------- | ------------------------------- | ------------ |
| 1       | Estados Unidos                  | 1,454.74     |
| 2       | Nepal                           | 1,424.48     |
| 3       | Timor Leste                     | 1,404.10     |
| 4       | Bangladesh                      | 1,401.53     |
| 5       | Índia                           | 1,400.84     |
| 6       | Paquistão                       | 1,400.42     |
| 7       | Brasil                          | 1,396.10     |
| 8       | Maldivas                        | 1,391.61     |
| 9       | Butão                           | 1,385.53     |
| 10      | Afeganistão                     | 1,385.14     |
| 11      | Finlândia                       | 1,344.13     |
| 12      | Israel                          | 1,273.92     |
| 13      | Eslovénia                       | 1,248.47     |
| 14      | Bélgica                         | 1,244.46     |
| 15      | França                          | 1,234.32     |
| 16      | Chile                           | 1,221.23     |
| 17      | Guatemala                       | 1,177.03     |
| 18      | Haiti                           | 1,170.73     |
| 19      | Bolívia                         | 1,161.56     |
| 20      | Nicarágua                       | 1,161.25     |
| 21      | Canadá                          | 1,157.07     |
| 22      | Equador                         | 1,156.30     |
| 23      | Peru                            | 1,156.07     |
| 24      | Croácia                         | 1,141.79     |
| 25      | Arménia                         | 1,133.20     |
| 26      | Azerbeijão                      | 1,120.05     |
| 27      | Suíça                           | 1,114.11     |
| 28      | Turcomenistão'                  | 1,112.94     |
| 29      | Tajiquistão                     | 1,112.45     |
| 30      | Quirguistão                     | 1,112.10     |
| 31      | Dinamarca                       | 1,110.76     |
| 32      | Uzbequistão                     | 1,110.18     |
| 33      | Luxemburgo                      | 1,110.00     |
| 34      | Áustria                         | 1,108.30     |
| 35      | El Salvador                     | 1,103.93     |
| 36      | Jamaica                         | 1,100.10     |
| 37      | Colômbia                        | 1,099.51     |
| 38      | Bahamas                         | 1,099.29     |
| 39      | Honduras                        | 1,098.66     |
| 40      | Trindade e Tobago               | 1,098.21     |
| 41      | Granada                         | 1,098.14     |
| 42      | Santa Lúcia                     | 1,097.85     |
| 43      | Uruguai                         | 1,095.86     |
| 44      | Barbados                        | 1,095.76     |
| 45      | Dominica                        | 1,094.66     |
| 46      | Antígua e Barbuda               | 1,094.65     |
| 47      | São Cristóvão e Neves           | 1,094.64     |
| 48      | Argentina                       | 1,094.20     |
| 49      | República Dominicana            | 1,093.04     |
| 50      | Suriname                        | 1,091.56     |
| 51      | Venezuela                       | 1,088.72     |
| 52      | São Vicente e Granadinas        | 1,087.50     |
| 53      | Cuba                            | 1,087.25     |
| 54      | Guiana                          | 1,086.82     |
| 55      | Panamá                          | 1,086.71     |
| 56      | Belize                          | 1,085.63     |
| 57      | Paraguai                        | 1,085.28     |
| 58      | Costa Rica                      | 1,083.23     |
| 59      | Suécia                          | 1,060.42     |
| 60      | Geórgia                         | 1,056.60     |
| 61      | Albânia                         | 1,047.94     |
| 62      | Bósnia e Herzegovina            | 1,044.53     |
| 63      | Polónia                         | 1,043.18     |
| 64      | Eslováquia                      | 1,042.62     |
| 65      | Roménia                         | 1,041.97     |
| 66      | Bulgária                        | 1,040.66     |
| 67      | Sérvia e Montenegro             | 1,039.45     |
| 68      | Macedónia do Norte              | 1,037.76     |
| 69      | Turquia                         | 1,037.51     |
| 70      | Noruega                         | 996.780      |
| 71      | Reino Unido                     | 960.624      |
| 72      | Irlanda                         | 959.325      |
| 73      | Mónaco                          | 959.222      |
| 74      | Andorra                         | 956.319      |
| 75      | Islândia                        | 955.986      |
| 76      | Alemanha                        | 955.011      |
| 77      | Líbano                          | 939.728      |
| 78      | Chipre                          | 936.667      |
| 79      | Marrocos                        | 936.319      |
| 80      | Chéquia                         | 934.095      |
| 81      | Egito                           | 931.894      |
| 82      | Iraque                          | 931.842      |
| 83      | Iémen                           | 931.675      |
| 84      | Tunísia                         | 931.414      |
| 85      | Síria                           | 930.510      |
| 86      | Irão                            | 929.554      |
| 87      | Indonésia                       | 927.707      |
| 88      | Tailândia                       | 925.765      |
| 89      | Camboja                         | 923.746      |
| 90      | Jordânia                        | 923.086      |
| 91      | Laos                            | 923.076      |
| 92      | Sri Lanka                       | 922.893      |
| 93      | Filipinas                       | 921.373      |
| 94      | Líbia                           | 919.740      |
| 95      | Singapura                       | 919.158      |
| 96      | Malásia                         | 918.331      |
| 97      | Mianmar                         | 917.689      |
| 98      | Brunei                          | 912.718      |
| 99      | Vietnã                          | 911.415      |
| 100     | Papua Nova Guiné                | 909.399      |
| 101     | Tonga                           | 909.227      |
| 102     | Estados Federados da Micronésia | 904.903      |
| 103     | Fiji                            | 903.122      |
| 104     | Nauru                           | 900.547      |
| 105     | Ilhas Marshall                  | 900.546      |
| 106     | Palau                           | 900.533      |
| 107     | Quiribati                       | 900.401      |
| 108     | Ilhas Salomão                   | 900.169      |
| 109     | Niue                            | 899.281      |
| 110     | Tuvalu                          | 899.004      |
| 111     | Ilhas Cook                      | 898.923      |
| 112     | Vanuatu                         | 898.831      |
| 113     | Samoa                           | 896.317      |
| 114     | Arábia Saudita                  | 895.616      |
| 115     | Barém                           | 892.281      |
| 116     | Omã                             | 888.392      |
| 117     | Kuwait                          | 877.069      |
| 118     | Coreia do Norte                 | 868.902      |
| 119     | Mongólia                        | 866.490      |
| 120     | Coreia do Sul                   | 863.421      |
| 121     | São Marino                      | 862.099      |
| 122     | Países Baixos                   | 861.586      |
| 123     | Cazaquistão                     | 860.070      |
| 124     | Ucrânia                         | 858.312      |
| 125     | Estónia                         | 857.445      |
| 126     | China                           | 857.314      |
| 127     | Rússia                          | 856.718      |
| 128     | Bielorrússia                    | 855.825      |
| 129     | Lituânia                        | 855.363      |
| 130     | Letónia                         | 855.207      |
| 131     | Moldávia                        | 855.040      |
| 132     | Nova Zelândia                   | 851.065      |
| 133     | Catar                           | 847.175      |
| 134     | Hungria                         | 847.062      |
| 135     | Austrália                       | 846.943      |
| 136     | Emirados Árabes Unidos          | 841.571      |
| 137     | México                          | 784.702      |
| 138     | Itália                          | 776.376      |
| 139     | Malta                           | 763.792      |
| 140     | Cabo Verde                      | 748.052      |
| 141     | Mali                            | 746.409      |
| 142     | Lesoto                          | 745.348      |
| 143     | Angola                          | 739.066      |
| 144     | Burquina Fasso                  | 738.634      |
| 145     | Serra Leoa                      | 738.366      |
| 146     | São Tomé e Príncipe             | 737.979      |
| 147     | Guiné-Bissau                    | 737.928      |
| 148     | Guiné Equatorial                | 737.167      |
| 149     | Chade                           | 736.668      |
| 150     | Togo                            | 736.605      |
| 151     | Nigéria                         | 736.038      |
| 152     | Senegal                         | 735.975      |
| 153     | Somália                         | 735.670      |
| 154     | Essuatíni                       | 735.205      |
| 155     | Madagáscar                      | 735.148      |
| 156     | Libéria                         | 734.677      |
| 157     | Camarões                        | 734.635      |
| 158     | Ruanda                          | 734.221      |
| 159     | Gâmbia                          | 734.206      |
| 160     | Benim                           | 733.968      |
| 161     | Mauritânia                      | 733.944      |
| 162     | Comores                         | 733.904      |
| 163     | Moçambique                      | 733.777      |
| 164     | Gabão                           | 733.615      |
| 165     | Djibuti                         | 733.559      |
| 166     | Guiné                           | 732.777      |
| 167     | Maurícia                        | 732.672      |
| 168     | Seicheles                       | 732.305      |
| 169     | Sudão                           | 732.233      |
| 170     | Argélia                         | 731.743      |
| 171     | Burundi                         | 731.009      |
| 172     | Níger                           | 730.976      |
| 173     | Gana                            | 730.842      |
| 174     | Eritreia                        | 730.154      |
| 175     | República Centro-Africana       | 728.622      |
| 176     | Namíbia                         | 726.357      |
| 177     | Maláui                          | 725.934      |
| 178     | África do Sul                   | 725.772      |
| 179     | República Democrática do Congo  | 725.756      |
| 180     | Tanzânia                        | 724.539      |
| 181     | Zimbábue                        | 724.516      |
| 182     | Zâmbia                          | 724.126      |
| 183     | Botsuana                        | 723.997      |
| 184     | República do Congo              | 723.945      |
| 185     | Etiópia                         | 723.892      |
| 186     | Quénia                          | 723.667      |
| 187     | Uganda                          | 722.676      |
| 188     | Portugal                        | 721.798      |
| 189     | Costa do Marfim                 | 714.969      |
| 190     | Grécia                          | 632.054      |
| 191     | Espanha                         | 620.772      |
| 192     | Japão                           | 531.252      |